# 商志𩡝
商志𩡝（1933年12月—2009年7月1日），字郁逸，廣東番禺人，中華人民共和國考古學家、人類學家，中山大學教授，中國民主同盟成員。主要從事先商文化及吳文化研究，又開創香港地區考古之先例。其為晚清探花商衍鎏之孫、古文字學家商承祚之次子。